# 종의 기원
《종의 기원에 대하여》(영어: On the Origin of Species, On the Origin of Species by Means of Natural Selection, the Preservation of Favoured Races in the Struggle for Life)는 찰스 다윈의 저술로서 1859년 11월 24일에 출판되었고, 진화생물학의 토대로 여겨지는 과학문헌이다. 자연선택을 통한 종의 진화에 대한 이론을 제시했다. 이 책은 출간 즉시 당시의 종교적인 믿음과 모순된다는 이유로 큰 논쟁을 일으켰다. '종의 기원' 초판은 1500권이 제작되었고, 하루 만에 다 팔렸다. 이중 500권은 머디의 공공대출도서관이 구입해갔다.

## 내용

### 가축과 작물의 변이
1장은 가축과 작물의 변이를 다룬다. 다윈은 사육과 재배 하의 많은 종들이 선택적 교배를 통해 공통 조상으로부터 분화하였다고 주장한다. 다윈은 변이에는 두 가지 종류가 있다고 지적한다. 첫 번째는 기형같이 급작스러운 변이이고, 두 번째는 항상 존재하는 작은 변이들이다. 둘다 유전되지만 다윈은 두 번째 변이가 진화에 있어 더 중요하다고 주장한다. 생식기관이 가장 영향을 많이 받기 때문에 자연상태에 동물을 서식범위를 제한해두면 본능을 막는 것이기 때문에 번식을 못하고 교잡하는 상황에서는 더욱이 그러하다고 한다. 하지만 토끼나 족제비는 비자연적 공간에 상태에서도 잘 번식한다고 했다.
2장에서 다윈은 종(species)과 변종(variety) 간의 경계는 모호하여 전문가들도 의견의 일치를 보이지 않는다는 사실을 언급한다. 특징이 뚜렷한 변종은 종(incipient species)이 되며 종은 단지 특징이 확연한 변종에 불과하다는 결론을 내린다. 다윈은 변이는 자연 어디에나 존재한다고 주장한다. 박물학자들은 오래전부터 자연 상태에서의 변이의 존재를 알고 있었지만 종들의 원형을 신에 의해 정해져 있기에 변이의 중요성을 간과했다. 반면 다윈과 월리스는 변이를 자연 세계를 이해하는 핵심으로 생각했다.

### 생존경쟁, 자연선택, 형질의 분기
3장에서 다윈은 변종이 종으로 변하는 과정을 설명하며 자연 선택의 개념을 소개한다.
“이 생존을 위한 경쟁에 의해 변이는 아무리 작은 것이라도, 또 어떤 원인에서 생기는 것이라도, 어떤 종이든 그 한 개체에 조금이라도 이익이 되는 것이라면, 다른 생물 및 생존의 물리적 조건에 대한 무한하게 복잡한 관계 속에서 그 개체를 보존하도록 작용할 것이고, 그것은 또 일반적으로 자손에게 전해져 내려갈 것이다. 그 자손도 이와 마찬가지로 생존의 기회를 더 많이 얻게 된다. 그것은 어떤 종이든 주기적으로 다수의 자손이 태어나지만, 그 가운데 소수만이 존속할 수 있기 때문이다. 아무리 경미한 변이라도 유용한 점이 있으면 보존되는 이 원리를, 인간의 선택능력과 구별하기 위해 나는 ‘자연선택’이라는 용어로 부르기로 했다.”
다윈은 사자의 갈기나 새들의 노래와 같이 암컷과 수컷 사이에 큰 차이를 보이는 형질들을 설명하기 위해 주로 수컷들의 짝짓기 경쟁에 의해 발생하는 성 선택(sexual selection)의 개념을 도입한다. 다윈은 자연 선택이 매우 느리게 진행된다는 사실을 인정하지만 그 정도에 있어서는 제한이 없다고 주장한다.

### 변이와유전
다윈의 시대는 유전의 법칙과 원리가 아직 밝혀지기 전이었다. 1865년 그레고어 멘델이 유전법칙을 발표한 바 있지만, 당시에는 주목받지 못했던 것이다. 다윈은 변이의 발생 원인에 대해서 라마르크의 ‘용불용설’과 비슷한 방식의 유전학(일부 획득 형질 유전)에 관한 생각을 주장하고 있으며, 다윈은 이를 5장에서 다루고 있다. (다윈은 라마르크의 용불용설을 직접 받아들이지는 않았다.) 다윈은 유전되는 변이가 발생하는 원인을 몰랐지만 환경적 조건에서 변이가 발생할 수 있다고 보았다. 다윈은 변이가 생기는 원인이나 이를 지배하는 법칙을 알지는 못했지만 선택에 의해 이러한 변이들이 세대가 지남에 따라 큰 차이로 변해갈 수 있음을 인식하였다. 유전 현상을 설명하는 모델은 1930~1940년이 되어서야 변이를 설명하는 모델과 합쳐졌다.

### 학설의 난점
6,7,8장은 자연 선택 이론에 대한 반박들과 그에 대한 답변들을 제시한다. 자연 선택에 대한 반박의 첫 번째는 서로 가까운 종들 사이의 중간 형태를 띠는 생물이 발견되지 않는다는 것이다. 다윈은 경쟁에 의해 중간 형태가 멸종하기 때문이라고 설명한다. 6장의 나머지 부분은 자연 선택이 어떻게 복잡하고 특화된 기관들을 형성할 수 있는지를 설명한다. 특화된 기관들은 완전하게 발달되기 전의 중간 형태는 기능할 수 없을 것이라 생각되기 때문이다.
“둘째, 예컨대 박쥐와 똑 같은 구조와 습성을 가진 동물이 이와는 전혀 다른 습성과 구조를 가진 다른 어떤 동물의 변화에 의해 발생하는 일이 가능한 것일까? 자연선택은 한편으로는 파리를 쫓는 데 사용되는 기린의 꼬리와 같이 그다지 중요하지 않은 기관을 만들고, 다른 한편으로는 눈과 같은 비할 데 없이 완전하고 경탄할 만한 구조를 가진 기관을 만들었다는 것을 어떻게 믿을 수 있는 것일까?”
이 질문에 대한 다윈의 답은 중간 형태의 기관들 또한 기능을 했다는 것이다. 다윈은 하늘다람쥐와 가죽날개원숭이를 통해 박쥐가 날지 않는 조상들로부터 어떻게 진화해 나올 수 있는지를 설명한다. 또한 다윈은 무척추동물에서 발견되는 하나의 시신경으로 구성된 눈을 통해 척추동물의 눈이 진화해 나온 과정을 설명한다. 다윈은 다음과 같이 결론내린다. “만일 다수의 연속적인 경미한 변화에 의해서는 생겨날 수 없는 어떤 복잡한 기관이 있다는 것이 증명될 수 있다면, 나의 학설은 절대로 성립될 수 없게 된다. 그러나 나는 그러한 예를 하나도 발견할 수가 없다.”
7장은 본능의 진화를 다룬다. 다윈은 노예를 만드는 개미와 육각형의 벌집을 짓는 꿀벌들의 예를 든다. 다윈은 어떤 개미 종은 다른 종들보다 노예들에 더 의존한다는 사실을 관찰하였고 많은 종들이 다른 종의 번데기들을 식량삼아 저장한다는 사실을 관찰하였다. 그는 노예들에 극적인 의존성을 보이는 종이 점차적으로 진화해나올 수 있다고 보았다. 또한 벌들의 경우 다윈은 벌들이 밀랍을 경제적으로 이용해야만 하는 자연 선택적 압력으로 인해 육각형으로 벌집을 짓는 본능이 발달하게 되었다고 보았다. 다윈은 다음과 같이 결론내린다.
“마지막으로 논리적인 추론은 아닐지 모르지만, 내가 상상하기로는 뻐꾸기 새끼가 배다른 형제를 둥지에서 밀어내는 것도, 개미가 노예를 만드는 것도, 맵시벌과의 유충이 살아 있는 모충의 체내에서 그 몸을 파먹는 것도, 모두 개별적으로 부여되거나 창조된 본능으로 보는 것이 아니라, 모든 생물을 증식시키고 변이시키거나, 강자는 살리고 약자는 도태하여 진보로 이끄는 일반적인 법칙의 작은 결과로 간주하는 편이 훨씬 만족을 안겨준다.”
8장은 잡종이 번식을 못 하게끔 하는 종의 특별한 성질을 다룬다. 다윈은 잡종의 형성 여부와 잡종의 번식 가능 여부는 종에 따라 다양하며, 특히 식물에서 더 다양하다는 사실을 언급한다. 완전 다른 종으로 생각되었던 두 종이 번식 가능한 잡종을 만들 때도 있는 반면 같은 종의 두 변종이 그렇지 못할 때도 있다. 다윈은 이렇게 결론내린다. “마지막으로 우리는 최초의 교잡과 잡종의 불임성의 정확한 원인에 대해서는 왜 동식물이 자연 상태에서 옮겨지면 불임이 되는가 하는 경우처럼 전혀 알지 못하지만, 이 장에 열거한 여러 가지 사실들은 종이란 원래 변종으로서 존재했다고 하는 소신에 어긋나는 것이라고는 나에겐 생각되지 않는다.”

### 지질학적 기록
9장은 지질학적 기록들이 점진적으로 변화해가는 화석이 아닌 갑자기 나타나는 형태의 화석들만을 보여준다는 사실을 설명한다. 다윈은 라이엘의 《지질학의 원리》(Principles of Geology)로부터 화석화는 매우 드문 과정이기에 지질학적 기록은 불완전할 수밖에 없다는 주장을 가져온다. 다윈은 비록 진화의 역사를 재구성할 수는 없겠지만 새로운 발견들이 지속됨에 따라 중간 형태의 화석들이 발견될 것이라 믿었다. 다윈은 생물들이 점진적으로 진화할만큼의 시간이 실제로 존재했음을 증명하기 위해 《지질학의 원리》와 다른 퇴적층에 관한 자료들을 인용했다. 다윈은 캄브리아기 이전의 생물들의 화석이 발견되지 않는다는 문제에 맞닥뜨렸지만, 이후 선캄브리아기 생물의 화석들이 발견되었다.
10장은 화석 기록들이 자연선택과 개별적 창조 이론 중 어느 것에 의해 더 잘 설명되는지를 평가한다. 다윈은 종들은 천천히 변하지만 모두 같은 속도로 변하는 것은 아니라는 것을 지적한다. 이를 토대로 다윈이 단속 평형설(punctuated equilibrium hypothesis)을 예측한 것이라고 주장하는 학자들도 있지만 대부분은 다윈의 점진진화론(gradualism)에 더 무게를 둔다. 다윈은 리처드 오웬(Richard Owen)의 기록을 인용하여 초기의 생물들은 단순하며 오늘날의 생물들의 형태의 중간 형태를 띠는 것이 많은 반면 시간이 지날수록 점점 다양해지고 특화된 형태들이 나타난다는 점을 지적한다. 또한 비슷한 종들이 공존하다가 멸종하여 다시 나타나지 않는 멸종의 패턴 또한 다윈의 이론에 의해 설명된다. 근래에 멸종된 종들은 더 일찍 멸종한 종들에 비해 현존하는 종들에 더 가깝다.

### 지리적 분포
11장은 생물지리학적 증거를 다룬다. 먼저 서로 지역에 따른 동물 및 식물군의 차이가 단순히 환경적 차이만으로는 설명될 수 없다는 점을 지적한다. 남아메리카, 아프리카, 호주는 같은 위도 상에서 비슷한 기후를 띠지만, 이들 지역의 동식물에는 굉장히 큰 차이가 있다. 한 대륙의 한 지역에서 발견되는 종들은 다른 대륙보다 그 대륙의 다른 지역들의 종들과 더 밀접하게 연관되어 있다. 다윈은 이주에 있어서의 장애물이 다른 지역들의 종들로 하여금 차이를 띠게 하였다고 주장한다. 태평양 쪽의 중앙아메리카와 대서양 쪽의 중앙아메리카는 파나마 지협에 의해 불과 수 킬로미터 떨어져있지만 공통된 종이 거의 없다. 다윈은 이를 이주와 변이를 수반한 유전(descent with modification)의 결합을 통해 설명한다. 다윈은 한 대륙으로부터 수백 마일 떨어진 화산섬에 그 대륙의 생물종이 건너간 이후의 일을 설명한다. 건너간 생물종들은 시간에 따라 변이되지만, 여전히 대륙의 생물종들과 연관되어있을 것이다. 다윈은 이러한 예들을 직접 관찰하였다.
12장에서 생물지리학적 논거가 계속된다. 두 장의 결론은 다음과 같다.
“…지리적 분포에 대한 매우 중요한 여러 사실은 이주와 그것에 이은 변화 및 새로운 형태의 증식이라는 이론으로 설명된다고 나는 생각한다. 예컨대 우리는, 현재의 수많은 동식물의 구계를 분리하는 데뿐만 아니라 그것을 형성함에 있어서도 수륙의 장벽이 고도로 중요하다는 사실을 이해할 수 있다. 그리고 우리는 아속과 속 및 과가 국지화한 사실과, 남아메리카에서 볼 수 있듯이 다양한 위도에서 평원과 산지의 생물, 숲과 늪과 사막의 생물이 극히 신비로운 양상으로 유연관계에 의해 결합되어 있으며, 그러한 생물이 또한 이전에 같은 대륙에서 살다가 멸종한 생물과 결합되어 있는 이유가 무엇인지 이해할 수 있다. … 우리는 이러한 것과 똑같은 원칙을 바탕으로, 앞에서 내가 밝히려고 애썼던 것처럼, 대양도에는 근소한 생물밖에 없지만 그 가운데 많은 것들이 고유한 종 또는 특유한 종인 것은 무슨 까닭인가, 또 이주의 방법과 관련하여 어떤 군에서는 모든 종이 고유한 것이고, 다른 군에서는 같은 강에 속하면서 어느 종이나 인접한 지구와 공통인 것은 어째서인지 이해할 수 있다.”

### 생물의 상호유연, 형태학, 발생학, 흔적기관
13장은 먼저 형질의 다양성에 따라 다양한 레벨로 구성되어있는 종들의 분류를 다룬다.
“분류에 있어서의 앞에서 말한 여러 가지 규칙과 보조수단과 곤란은 내가 크게 잘못 알고 있지 않다면, 다음과 같은 견해로 설명될 수 있다. 그것은 ‘자연적 체계’는 변화를 수반하는 유래에 기초를 둔 것이라는 사실, 박물학자에 의해 둘 또는 그 이상의 종 사이의 진정한 유연관계를 나타내는 것으로 알려져 있는 형질은 공통의 조상으로부터 유래된 것이며, 그것이 사실인 한 진정한 분류는 모두 계통적인 것이 된다는 것, 유래의 공통성은 박물학자가 무의식적으로 탐색해 온 숨은 유대이며, 미지의 어떤 창조계획이나 일반적인 명제의 서술이 아니고, 또한 다소나마 비슷한 대상을 그저 한데 묶었다 떼었다 하는 것도 아니라는 사실을 밝히는 견해이다.”
다윈은 상동기관의 중요성을 포함한 형태학을 다룬다. 다윈은 말한다. “물건을 쥐는 데 적합한 사람의 손, 땅을 파는 데 적합한 두더지의 앞발, 말의 다리, 돌고래의 물갈퀴, 박쥐의 날개가 모두 동일한 패턴에 따라서 구성되어 있으며, 똑 같은 상대적 위치에 배치된 똑 같은 뼈를 가지고 있다는 것만큼 흥미진진한 것이 또 있을까?” 다윈은 강의 동물들의 배아가 종종 굉장히 비슷하다는 점을 지적한다. 또한 다윈은 날지 못하는 새의 날개와 같은 흔적 기관들을 논하며, 어떤 흔적 기관들은 배아 상태에서만 발견된다는 점을 언급한다.

### 결론
마지막 장은 앞의 장들을 요약하며, 다윈은 자신의 이론이 자연사학의 다양한 분야에 획기적인 변화를 줄 것을 기대하며 마무리짓는다. 다윈은 인간의 기원에 대한 내용을 책에서 거의 언급하지 않지만, 심리학이 새로운 기반 위에 세워질 것이며 “인류의 기원과 역사에 밝은 빛을 비춰줄 것”임을 언급한다. ‘종의 기원’을 마무리짓는 유명한 마지막 문단은 다음과 같다.
“온갖 종류의 식물이 자라고, 숲속에서는 새가 노래하고 곤충은 여기저기 날아다니며, 축축한 땅속을 벌레들이 기어다니는 번잡스러운 땅을 살펴보는 것은 재미있는 일이다. 그러한 개개의 생물은 제각기 기묘한 구조를 가지고 있고, 서로 매우 다르며 매우 복잡한 연쇄를 통해 서로 의지하고 있지만, 그런 생물이 모두 지금 우리 주위에서 수행되고 있는 여러 가지 법칙에 따라 만들어진 것임을 깊이 생각해 보는 것도 흥미롭다. 그러한 법칙은 가장 넓은 의미에서 말한다면, ‘생식’을 수반하는 ‘성장’, 거의 생식 속에 포함된다고도 할 수 있는 ‘유전’, 생활의 외적 조건의 직접 또는 간접적인 작용에 의한, 또 용불용에 의한 ‘변이성’, 생존경쟁과 나아가서는 ‘자연선택’을 초래하고, 마침내 ‘형질의 분기’와 열등한 생물을 ‘멸종’시키는 높은 ‘증가율’ 등이다. 그리하여 직접적으로 자연계의 싸움에서, 또 기아와 죽음에서 우리가 생각할 수 있는 최고의 사항, 즉 고등동물의 산출이라는 결과가 나오는 것이다. 생명은 최초의 창조자에 의해 소수의 형태로, 또는 하나의 형태로 모든 능력과 함께 불어 넣어졌다고 보는 견해, 그리고 이 행성이 확고한 중력의 법칙에 의해 회전하는 동안 이렇게 단순한 발단에서 지극히 아름답고 지극히 경탄스러운 무한의 형태가 태어났고, 지금도 태어나고 있다는 이 견해에서는 장엄함을 느낄 수 있는 것이다.”

## 같이 보기
- 출판 논문 (treatise)

## 참고 문헌
- Barlow, Nora, 편집. (1963), “Darwin's Ornithological Notes”, 《Bulletin of the British Museum (Natural History) Historical Series》 2 (No. 7), 201–278쪽, 2009년 6월 10일에 확인함
- Bowler, Peter J. (1989), 《The Mendelian Revolution: The Emergence of Hereditarian Concepts in Modern Science and Society》, Baltimore: Johns Hopkins University Press, ISBN 0-485-11375-9
- Bowler, Peter J (1996), 《Charles Darwin : the man and his influence》, Cambridge University Press, ISBN 0-521-56668-1
- Bowler, Peter J. (2003), 《Evolution: The History of an Idea》 3판, University of California Press, ISBN 0-520-23693-9
- Bowler, Peter J. (2013), 《Darwin Deleted: Imagining a World without Darwin》, The University of Chicago Press, ISBN 0-226-00984-X
- Browne, E. Janet (1995), 《Charles Darwin: Vol. 1 Voyaging》, London: Jonathan Cape, ISBN 1-84413-314-1
- Browne, E. Janet (2002), 《Charles Darwin: Vol. 2 The Power of Place》, London: Jonathan Cape, ISBN 0-7126-6837-3
- Crawford, J. (1859), “(Review of) On the Origin of Species”, 《Examiner》: 722–723. Published anonymously.
- Darwin, Charles (1845), 《Journal of Researches Into the Natural History and Geology of the Countries Visited During the Voyage of HMS Beagle Round the World, Under the Command of Captain Fitz Roy, R.N.》 2판, London: John Murray, 2009년 4월 22일에 확인함
- Darwin, Charles (1859), “On the Origin of Species by Means of Natural Selection, or the Preservation of Favoured Races in the Struggle for Life”, 《Nature》 Full image view 1판 (London: John Murray) 5 (121): 502, Bibcode:1872Natur...5..318B, doi:10.1038/005318a0, 2011년 3월 1일에 확인함
- Darwin, Charles (1860), “On the Origin of Species by Means of Natural Selection, or the Preservation of Favoured Races in the Struggle for Life”, 《Nature》 2판 (London: John Murray) 5 (121): 318, Bibcode:1872Natur...5..318B, doi:10.1038/005318a0, 2009년 1월 9일에 확인함
- Darwin, Charles (1861), “On the Origin of Species by Means of Natural Selection, or the Preservation of Favoured Races in the Struggle for Life”, 《Nature》 3판 (London: John Murray) 5 (121): 318, Bibcode:1872Natur...5..318B, doi:10.1038/005318a0, 2009년 1월 9일에 확인함
- Darwin, Charles (1866), “On the Origin of Species by Means of Natural Selection, or the Preservation of Favoured Races in the Struggle for Life”, 《Nature》 4판 (London: John Murray) 5 (121): 318, Bibcode:1872Natur...5..318B, doi:10.1038/005318a0, 2009년 2월 22일에 확인함
- Darwin, Charles (1869), “On the Origin of Species by Means of Natural Selection, or the Preservation of Favoured Races in the Struggle for Life”, 《Nature》 5판 (London: John Murray) 5 (121): 318, Bibcode:1872Natur...5..318B, doi:10.1038/005318a0, 2009년 2월 22일에 확인함
- Darwin, Charles (1871), 《The Descent of Man, and Selection in Relation to Sex》 1판, London: John Murray, 2009년 4월 29일에 확인함
- Darwin, Charles (1872), “The Origin of Species by Means of Natural Selection, or the Preservation of Favoured Races in the Struggle for Life”, 《Nature》 6판 (London: John Murray) 5 (121): 318, Bibcode:1872Natur...5..318B, doi:10.1038/005318a0, 2009년 1월 9일에 확인함
- Darwin, Charles (1958),  Barlow, Nora, 편집., 《The Autobiography of Charles Darwin 1809–1882. With the Original Omissions Restored. Edited and with Appendix and Notes by his Granddaughter Nora Barlow》, London: Collins, 2009년 1월 9일에 확인함
- Darwin, Charles (2006), 〈Journal〉,   van Wyhe, John, 《Darwin's personal 'Journal' (1809-1881)》, Darwin Online, CUL-DAR158.1-76, 2010년 9월 7일에 확인함
- Darwin, Charles; Costa, James T. (2009), 《The Annotated Origin: A Facsimile of the First Edition of On the Origin of Species Annotated by James T. Costa》, Cambridge, Massachusetts, and London, England: Belknap Press of Harvard University Press, ISBN 978-0-674-03281-1
- Desmond, Adrian (1989), 《The Politics of Evolution: Morphology, Medicine, and Reform in Radical London》, Chicago: University of Chicago Press, ISBN 0-226-14374-0
- Desmond, Adrian; Moore, James (1991), 《Darwin》, London: Michael Joseph, Penguin Group, ISBN 0-7181-3430-3
- Dewey, John (1994), 〈The Influence of Darwinism on Philosophy〉,   Martin Gardner, 《Great Essays in Science》, Prometheus Books, ISBN 0-87975-853-8
- Eldredge, Niles (2006), “Confessions of a Darwinist”, 《The Virginia Quarterly Review》 (Spring 2006), 32–53쪽, 2013년 12월 24일에 원본 문서에서 보존된 문서, 2008년 11월 4일에 확인함
- Forster, Roger; Marston, Dr Paul (1999), 〈Genesis Through History〉, 《Reason Science and Faith》 Ivy Cottage: E-Books판, Chester, England: Monarch Books, ISBN 1-85424-441-8
- Freeman, Richard B. (1977), 〈On the Origin of Species〉, 《The Works of Charles Darwin: An Annotated Bibliographical Handlist》 2판, Folkestone, England: Dawson, ISBN 0-7129-0740-8
- Herbert, Sandra, 편집. (1980), “The Red Notebook of Charles Darwin”, 《Bulletin of the British Museum (Natural History) Historical Series》 7: 1–164 Also available here
- Hodge, Charles (1874), 《What is Darwinism?》, Scribner Armstrong, 2007년 1월 14일에 확인함
- Huxley, Julian; Kettlewell, H.B.D. (1965). 《Charles Darwin and His World》. New York: the Viking Press.
- Huxley, Thomas Henry (1860), “Darwin on the Origin of Species”, 《Westminster Review》 17 (April 1860): 541–570. Published anonymously.
- Huxley, Thomas (1863), 《Six Lectures to Working Men "On Our Knowledge of the Causes of the Phenomena of Organic Nature" (Republished in Volume II of his Collected Essays, Darwiniana)》, 2006년 12월 15일에 확인함
- Keynes, Richard, 편집. (2000), 《Charles Darwin's Zoology Notes & Specimen Lists from HMS Beagle》, Cambridge University Press, ISBN 0-521-67350-X
- Kreeft, Peter (2001), 《Catholic Christianity》, San Francisco: Ignatius Press, ISBN 0-89870-798-6
- Larson, Edward J. (2004), 《Evolution: The Remarkable History of a Scientific Theory》, New York: Modern Library, ISBN 0-8129-6849-2
- Leifchild (1859), “Review of 'Origin'”, 《Athenaeum》 (No. 1673, 19 November 1859), 2008년 11월 22일에 확인함
- Lucas, John R. (1979), “Wilberforce and Huxley: A Legendary Encounter”, 《The Historical Journal》 22 (2), 313–330쪽, doi:10.1017/S0018246X00016848, PMID 11617072, 2011년 4월 10일에 원본 문서에서 보존된 문서, 2008년 11월 22일에 확인함
- Mayr, Ernst (1982), 《The Growth of Biological Thought》, Harvard University Press, ISBN 0-674-36446-5
- Miles, Sara Joan (2001), “Charles Darwin and Asa Gray Discuss Teleology and Design”, 《Perspectives on Science and Christian Faith》 53, 196–201쪽, 2008년 11월 22일에 확인함
- Mivart, St. George Jackson (1871), 《On the Genesis of Species》, New York: Appleton
- Moore, James (2006), 《Evolution and Wonder – Understanding Charles Darwin》, Speaking of Faith (Radio Program), American Public Media, 2008년 12월 22일에 원본 문서에서 보존된 문서, 2008년 11월 22일에 확인함
- Phipps, William E. (1983), “Darwin, the Scientific Creationist”, 《Christian Century》 (14–21 September 1983): 809–811, 2007년 1월 8일에 원본 문서에서 보존된 문서, 2007년 1월 11일에 확인함
- Peckham, Morse (ed.) (1959), 《The Origin of Species: a variorum text》 2006 reprint판, Philadelphia: University of Pennsylvania Press., ISBN 978-0-8122-1954-8
- Quammen, David (2006), 《The Reluctant Mr. Darwin》, New York: Atlas Books, ISBN 0-393-05981-2
- Radick, Gregory (2013). 〈Darwin and Humans〉.   Ruse, Michael. 《The Cambridge Encyclopedia of Darwin and Evolutionary Thought》. Cambridge University Press. 173–181쪽.
- Rhodes, Frank H.T. (June 1987), “Darwinian Gradualism and Its Limits: The development of Darwin's Views on the Rate and Pattern of Evolutionary Change”, 《Journal of the History of Biology》, Humanities, Social Sciences and Law (Springer Netherlands, 2004년 11월 6일에 출판됨) 20 (2), 139–157쪽, doi:10.1007/BF00138435, 2020년 4월 5일에 원본 문서에서 보존된 문서, 2016년 8월 1일에 확인함
- Schopf, J. William (2000), “Solution to Darwin's dilemma: Discovery of the missing Precambrian record of life”, 《Proceedings of the National Academy of Sciences of the USA》 97 (13): 6947–6953, Bibcode:2000PNAS...97.6947S, doi:10.1073/pnas.97.13.6947, PMC 34368, PMID 10860955
- Secord, James A. (2000), 《Victorian Sensation: The Extraordinary Publication, Reception, and Secret Authorship of Vestiges of the Natural History of Creation》, Chicago: University of Chicago Press, ISBN 0-226-74411-6
- Spencer, Herbert (1864), 《The Principles of Biology, Vol. 1》, London: Williams and Norgate
- van Wyhe, John (2007), “Mind the gap: Did Darwin Avoid Publishing his Theory for Many Years?”, 《Notes and Records of the Royal Society》 61 (2): 177–205, doi:10.1098/rsnr.2006.0171, 2009년 1월 5일에 확인함
- van Wyhe, John (2008), 《Darwin: The Story of the Man and His Theories of Evolution》, London: Andre Deutsch, ISBN 0-233-00251-0
- van Wyhe, John (2009), 《Charles Darwin: Gentleman Naturalist: A Biographical Sketch》, The Complete Works of Charles Darwin Online, 2009년 6월 6일에 확인함